# Lehtisaari (ö i Finland, Satakunta, Norra Satakunta, lat 61,90, long 21,80)
Lehtisaari är en ö i Finland. Den ligger i sjön Siikaisjärvi och i kommunen Siikais i den ekonomiska regionen  Norra Satakunta ekonomiska region  och landskapet Satakunta, i den sydvästra delen av landet, 250 km nordväst om huvudstaden Helsingfors. Öns area är 2,9 hektar och dess största längd är 280 meter i sydöst-nordvästlig riktning.